# John Miles (musicien)
Pour les articles homonymes, voir John Miles.
John Miles, nom de scène de John Errington, est un chanteur et musicien britannique né le 23 avril 1949 à Jarrow (South Tyneside) et mort le 5 décembre 2021 à Newcastle. Il est guitariste et claviériste. Il a été révélé par sa chanson Music en 1976.

## Biographie

### Carrière

#### Les débuts (les années 1960-1974)[1]
John Miles a été membre de groupes semi-professionnels tels que The Influence dans lequel jouaient également Paul Thompson (en), futur batteur de Roxy Music, et Vic Malcolm, futur guitariste avec Geordie, et du John Miles Set en parallèle d’une carrière solo commencée en septembre 1970.
En 1972, John Miles passe sous contrat d'Orange Records dirigé par Cliff Cooper (fondateur des amplificateurs Orange), ce qui lui permet de rester à Londres et de bénéficier de l'aide du label. Il sortira sept 45 tours de février 1972 à novembre 1974, mais aucun ne se classe dans les palmarès nationaux. Cependant, il continue de bâtir sa carrière.

#### Rebel(1975-1976)[1]
John Miles signe chez Decca Records après que des représentants du label ont vu le groupe de John Miles jouer au Hammersmith Odeon de Londres. L'album est produit par Alan Parsons. Le premier 45 tours, Highfly, se classe à la dix-huitième place dans les classements britanniques le 18 octobre 1975 et y reste durant six semaines. Il se hisse à la soixante-huitième place dans les charts du Billboard américain. La réalisation de l'album se poursuit de novembre à décembre 1975, il est salué par la critique en mars 1976.
Le 45 tours Music grimpe à la troisième place des classements anglais le 20 mars 1976 et y demeure neuf semaines. Ce titre entre dans le US Top 100. L'album reste dix semaines dans le classement des albums britanniques, culminant à la neuvième position. Il figure également dans le Top 20 en Allemagne et aux Pays-Bas.
Une tournée européenne et nord-américaine visant à promouvoir l'album se déroule du printemps à l'été 1976, en compagnie de Jethro Tull, The Rolling Stones, Elton John, Peter Frampton et Aerosmith. À cette époque, le groupe commence à écrire le deuxième album de John Miles. Le 10 septembre 1976 sort le 45 tours Remember Yesterday qui entre dans le Top 50 pour cinq semaines et atteint la trente-deuxième place.

#### Stranger In The City(1976-1977)[1]
L'album est élaboré en octobre 1976 sous la supervision de Rupert Holmes. Le 21 septembre 1977, le titre Manhattan Skyline sort en single, mais ne parvient pas à entrer dans le Top 50 au Royaume-Uni ni aux États-Unis. L’album se classe néanmoins pendant trois semaines dans le British LP charts jusqu'à la trente-septième place. Stranger In The City se hisse dans le Top 20 en Suède et en Norvège.
La chanson Slow Down aux accents funk et disco devient numéro 10 au Royaume-Uni et reste dix semaines dans le Top 50. Le titre entre dans le Top 40 aux États-Unis et culmine à la deuxième place de l'US Dance Music Charts. La majeure partie de l’année est passée à jouer l’album au Royaume-Uni et en Amérique. Le groupe fait même une apparition au prestigieux Festival de Reading.

#### Zaragon(1977-1978)[1]
Entre octobre et décembre 1977, le groupe enregistre le troisième album à New York. John Miles supervise toutes les parties de claviers et de guitares, décidant de ne pas employer d'orchestre pour cet album afin qu'il soit plus facilement jouable sur scène.
Une tournée anglaise se déroule du 7 au 26 mars 1978.
L'album se classe quarante-troisième en Grande-Bretagne pendant cinq semaines. Il atteint la troisième place en Norvège et en Suède mais est un échec aux États-Unis en restant à la deux-cent-dixième place.

#### MMPH (More Miles Per Hour)(1978-1979)[1]
Pour son quatrième album, John Miles décide à nouveau de faire appel au producteur Alan Parsons et aux arrangements orchestraux d'Andrew Powel. Les sessions commencent sur la Côte d'Azur en novembre 1978. L'enregistrement se termine à Munich, en Allemagne, au début de l'année 1979. Une tournée britannique de trente-deux dates est organisée.
L'album atteint la quarante-sixième place dans le classement des albums britanniques le 21 avril 1979 et y reste pendant cinq semaines. L'album se classe à nouveau très bien dans les palmarès scandinaves puisqu'il est numéro six en Norvège et numéro dix en Suède.

#### Sympathy(1980)[1]
Cinq titres de l'album MMPH sont adossés à trois autres compositions réalisées ultérieurement et sortent ensemble dans l'album hybride nommé Sympathy, sous le label Arista Records.

#### Miles High(1981),Play On(1983) etTransition(1985)[1]
John Miles quitte Decca Records pour EMI. L'album se classe quatre-vingt-seizième dans les charts britanniques.
S'ensuit Play On sorti en 1983, réalisé avec de nombreux musiciens de studio, puis Transition en 1985 sorti sous Valentino Records.

#### Collaborations diverses
John Miles a participé à quatre albums studios du groupe The Alan Parsons Project, Tales of Mystery and Imagination (album) en 1976, Pyramid en 1978, Stereotomy en 1986 et Gaudi en 1987, en tant que chanteur.
De 1987 à 1988, il collabore à l’écriture de deux titres (Wasting My Time et Wanna Make Love) de l'album solo de l'ex-guitariste du groupe Led Zeppelin, Jimmy Page, intitulé Outrider. Il participera à la tournée promouvant l'album.
Il est musicien sur la tournée de Tina Turner en 1988 (Tina Live in Europe), en tant que guitariste, claviériste et chanteur.
En 1991, il participe à l'album Night Calls de Joe Cocker, sur lequel il joue de la guitare, des claviers, de l'orgue, du tambourin et participe aux chœurs. Il est présent sur la tournée de Joe Cocker en 1992, comme organiste et choriste.
En 1997, il collabore de nouveau avec Tina Turner pour la tournée suivant son album Wildest Dreams — sur lequel il ne joue pas — en tant que guitariste et choriste et, en 2000 et 2009, il rejoint à nouveau la chanteuse en concerts.
Depuis 1985, John Miles participe aux concerts Night of the Proms. En 2017, en récompense des plus de huit cents représentations effectuées avec cette formation, il reçoit un Progressive Music Award pour Oustanding Musical Achievement.

#### Concerts radio et télédiffusés[1]
En mars 1976, un concert a été enregistré au Golders Green Hippodrome (en) durant la tournée de l'album Rebel.
Le groupe se produit au Sight and Sound in Concert le 5 février 1977, concert retransmis simultanément en stéréo à la radio et à la télévision par la BBC.
Le 11 mars 1978, une performance de l'album Zaragon est filmée par la BBC à l'université de Londres dans le cadre de l'émission Sight and Sound in Concert.
De retour à Londres le 19 décembre 1979, John Miles prend part à un concert de charité organisé par le Daily Mirror Pop Club au Théâtre Royal. Le concert est diffusé le jour de Noël.

### Vie privée
John Miles est marié à Eileen depuis quarante-neuf ans ; ensemble ils ont eu deux enfants (John Junior et Tanya) et deux petits-enfants.

### Mort
John Miles meurt chez lui à Newcastle le 5 décembre 2021 des « suites d’une courte maladie »,. La nouvelle est annoncée le 6 vers midi par sa famille sur son compte Facebook.
Alan Parsons a déclaré, sur son site et sa page Facebook : 

« Je suis extrêmement attristé par la nouvelle de la disparition de mon bon ami et génie musical John. Je suis très fier d’avoir travaillé avec lui sur certaines des plus grandes performances vocales jamais enregistrées, y compris bien sûr Music qui, en plus d'être un grand succès international, est devenu un hymne pour les concerts extrêmement populaires de Night of the Proms. Chaque fois que j’invitais John à chanter sur les albums d’Alan Parsons Project, il livrait toujours des interprétations magiques et sensibles. Il manquera beaucoup non seulement à ses nombreux amis et associés, mais aussi aux millions de fans qui reconnaissent son incroyable talent. Tu vas nous manquer. »

## Groupe (1973-1981)[1]
- John Miles : auteur, compositeur, interprète, chant, guitares, claviers
- Gary Moberley (1977-1979) : claviers
- Brian Chatton (en) (1979-1981) : claviers
- Bob Marshall : basse, coauteur
- Barry Black : batterie

## Discographie

### Solo
- 1976 : Rebel
- 1976 : Stranger In The City
- 1978 : Zaragon
- 1978 : BBC In Concert (March 1978)
- 1979 : More Miles Per Hour
- 1980 : Sympathy
- 1981 : Miles High
- 1982 : John Miles' Music
- 1983 : Play On
- 1985 : Transition
- 1992 : John Miles Live In Concert
- 1993 : Anthology
- 1993 : Upfront
- 1998 : Master Series
- 1999 : Tom and Catherine
- 1999 : Millennium Edition
- 2013 : Angel (Single)

### Collaborations

#### The Alan Parsons Project
- 1976 : Tales of Mystery and Imagination (chant, guitare)
- 1978 : Pyramid (chant)
- 1986 : Stereotomy (chant)
- 1987 : Gaudi (chant)

#### Autres collaborations
- 1988 : Outrider de Jimmy Page : chant sur deux titres auxquels il a collaboré en écrivant les paroles.
- 1991 : Night Calls de Joe Cocker : guitare, claviers, orgue, tambourin, chœurs sur trois chansons.